# Лаврентьев, Владимир Сергеевич
Владимир Сергеевич Лаврентьев (13 ноября 1951, Приозерск, Ленинградская область, РСФСР — 9 декабря 2010, Суздальский район, Владимирская область) — советский и российский актёр, режиссёр и телеведущий, заслуженный артист России.

## Биография
В 1973 г. он окончил Ленинградский Государственный институт театра музыки и кинематографии (мастерская Василия Васильевича Меркурьева).
В 1973—1974 гг. — на сцене Омского ТЮЗа имени Ленинского комсомола, в 1974—1975 гг. проходил службу в армии.
С октября 1975 г. — актёр Владимирского академического областного театра драмы имени А. В. Луначарского, также являлся руководителем народного суздальского театра «Родник».
Среди его лучших театральных работ — купец Микич в «Хануме», Селздон в комедии «Шум за сценой», роли Официанта и мистера Уилли в комедии «№ 13», Пьер Брошан в «Ужине дураков», Профессор в «Дикаре», Пинта в «Это было недавно», Москалев в «Прощальной гастроли князя К.», Калошин в «Истории с метранпажем» А.Вампилова и многие другие. За единственную в его послужном списке трагическую роль — Ивана Шишлова в спектакле «Молва» по А.Салынскому артист был удостоен уникальной Премии ВТО (СТД) им. Николая Короткова.
Вел авторские программы на телеканалах ГТРК «Владимир» и «ТВЦ-Владимир».
В 2006 году Лаврентьеву было присвоено звание Заслуженного артиста Российской Федерации.
Около 17:30 мск 9 декабря 2010 года на трассе Владимир-Суздаль около поворота на поселок Садовый, «Mitsubishi Lancer», за рулем которого находился Лаврентьев, вылетел на полосу встречного движения и врезался в грузовик МАН. Владимир Лаврентьев погиб на месте.

Могила на Улыбышевском кладбище

Прощание с актёром состоялось 13 декабря 2010 года в здании Владимирского академического областного театра драмы имени А. В. Луначарского. Похоронен актёр под Владимиром, на кладбище «Улыбышево».
1 марта 2011 года в киноконцертном комплексе «РусьКино» во Владимире прошёл благотворительный концерт памяти Владимира Лаврентьева, сборы от которого пошли на изготовление и установку надгробия на могиле актёра. Осенью 2011 года надгробный памятник был открыт.